# Mary Sidney
Mary Sidney, som gift Mary Herbert, grevinna av Pembroke, född 27 oktober 1561, död 25 september 1621, var en engelsk grevinna och poet. Hon räknas som den första kvinna i England som blev känd som poet, och för den patronatsverksamhet hon utövade i dåtida konstvärd.

## Biografi
Mary Sidney var dotter till sir Henry Sidney och Mary Dudley och därmed systerdotter till Robert Dudley, earl av Leicester. Hon gifte sig 1577 med Henry Herbert, 2:e earl av Pembroke, och fick fyra barn. Sidney fick en hög humanistisk bildning och tillbringade mycket tid vid hovet under sin uppväxt då hennes mor var hovfunktionär. Efter sitt giftermål fick hon ansvaret för sina makes gods, då han själv ville ägna sig åt annat.
Mary Sidney var aktiv som beskyddare av konstnärer och gjorde godset Wilton House till ett centrum för dåtida poeter, och den så kallade "Wilton Circle" inkluderade Edmund Spenser, Samuel Daniel, Michael Drayton, Ben Jonson och John Davies. Sidney var också själv aktiv som poet, och räknas som sådan till den första berömda kvinnliga poeten England. Hon blev främst känd för sina lyriska översättningar från psaltaren, sin översättning av Francesco Petrarcas "Triumph of Death" och Antonius, som influerade den samtida engelska diktningen. Hon hjälpte också sin bror Philip Sidney i hans poetiska karriär. Utöver detta intresserade hon sig också för vetenskap och hade ett laboratorium där hon framställde osynligt bläck och experimenterade i alkemi.

## Utmärkelser
Nedslagskratern Sidney på planeten Venus är uppkallad efter henne.